# Единствената любовна история, която Хемингуей не описа
„Единствената любовна история, която Хемингуей не описа“ е български игрален филм (драма) от 2008 година, по сценарий и режисура на Светослав Овчаров. Оператор е Огнян Калайджиев. Музиката във филма е композирана от Божидар Петков.

## Актьорски състав
- Крис Хайслър – Хемингуей
- Гергана Плетньова – Дъщерята
- Руси Чанев – Бащата
- Иван Бърнев – Офицерът
- Малин Кръстев – Докторът
- Стефан Мавродиев – Старшината
- Цветана Манева – Гувернантката
- Деса Красова – Жената на Доктора